# Getto w Trembowli

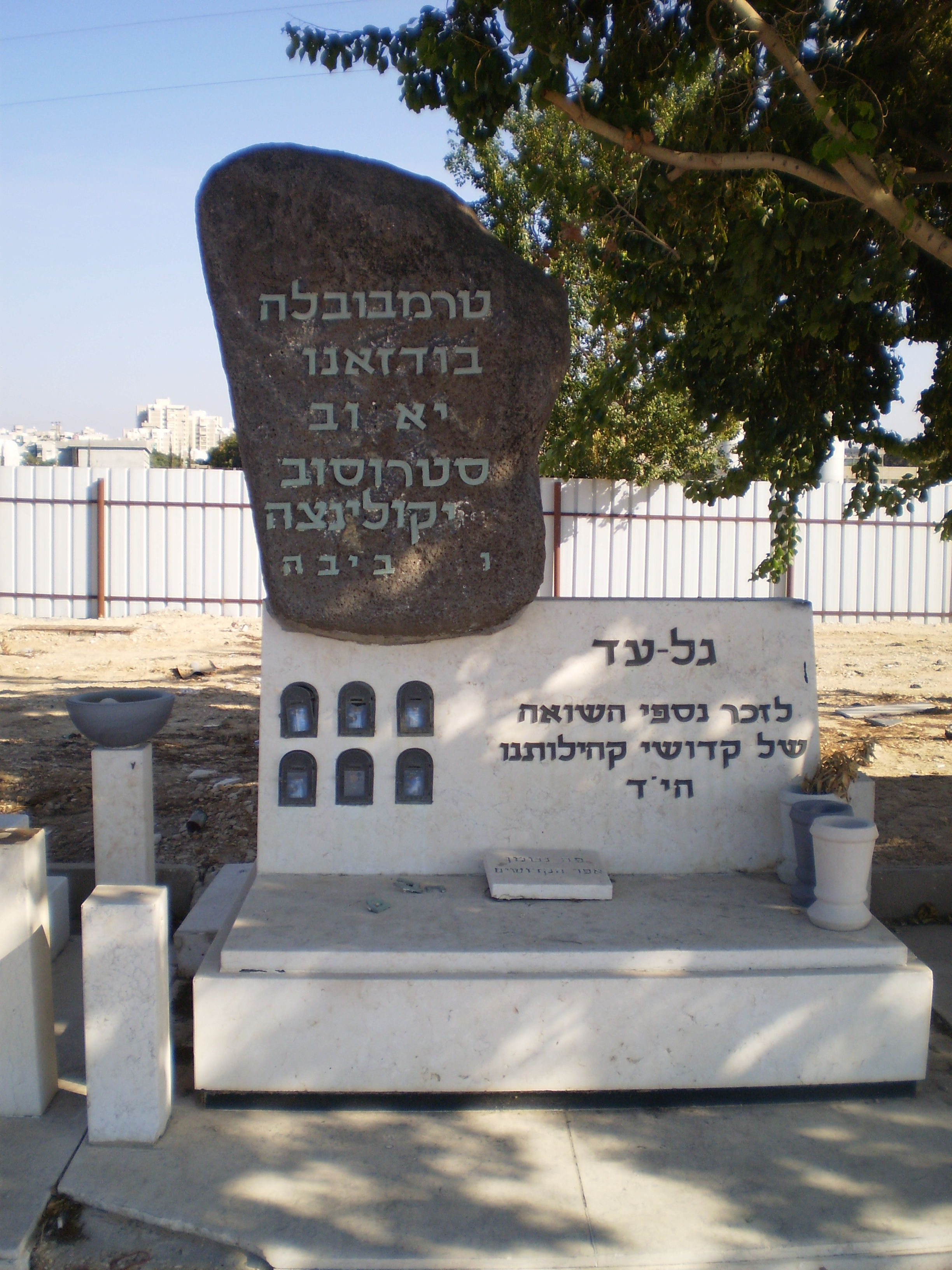
Pomnik w kształcie symbolicznego grobu ku czci zamordowanych Żydów Trembowli i Budzanowa w izraelskim mieście Holon

Getto w Trembowli – getto dla ludności żydowskiej zorganizowane przez okupacyjne władze hitlerowskie w czasach II wojny światowej w Trembowli.
W połowie 1941 roku w Trembowli mieszkało  około 1,7 tys. Żydów. Podczas okupacji niemieckiej w październiku 1942 roku do miasta przesiedlono Żydów z okolicznych wsi oraz ze Strusowa i Budzanowa. Jeszcze przed utworzeniem getta, 5 listopada 1942 roku 1091 osób wywieziono do obozu zagłady w Bełżcu a 109 osób zabito na miejscu.
Getto utworzono 1 grudnia 1942 roku decyzją Obergruppenführera SS Krügera. Mieszkało w nim około 2,5 tys. Żydów.
Do likwidacji getta przystąpiono w 1943 roku. Sipo z Trembowli przy pomocy niemieckiej żandarmerii i 
ukraińskiej policji dokonała trzech akcji eksterminacyjnych w pobliżu wsi Plebanówka:
- 7 kwietnia 1943 rozstrzelano 1,1 tys. osób,
- 3 czerwca 1943 rozstrzelano 845 osób,
- 5 czerwca 1943 rozstrzelano pozostałe 350 osób, likwidując tym samym getto.

Po wojnie na miejscu egzekucji postawiono pomnik.
W 1948 roku w Monachium odbył się proces byłego burmistrza Trembowli oskarżanego o udział w zagładzie Żydów, którego uniewinniono z braku dowodów.